# Nassau-Hadamar
Nassau-Hadamar ist die Bezeichnung von zwei Seitenlinien der ottonischen Hauptlinie des Hauses Nassau. Die ältere Linie der Grafen von Nassau-Hadamar bestand in den Jahren 1303 bis 1394; die jüngere Linie bestand von 1607 bis 1711 und erhielt 1652 die erbliche Fürstenwürde.

## Nassau-Hadamar (Ältere Linie)

### Entstehung

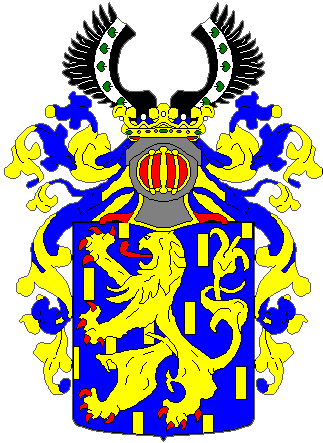
Das Stammwappen des Hauses Nassau wurde von der älteren Linie unverändert geführt.

Nach dem Tod von Heinrich II. dem Reichen von Nassau teilten sich im Jahr 1255 seine Söhne Walram II. und Otto I. das Erbe. Die Grenze bildete ungefähr die Lahn. Walram übernahm den südlichen Teil der Herrschaft (walramische Hauptlinie), Otto den nördlichen Teil (ottonische Hauptlinie). Die Ehe zwischen Otto und Agnes von Leiningen brachte der ottonischen Hauptlinie die Grundherrschaft über die Hadamarer Mark ein.
Der Tod Ottos gegen Ende des 13. Jahrhunderts führte unter seinen Söhnen zu anhaltenden Erbstreitigkeiten. Sie teilten im Jahr 1303 seinen Besitz, unter Vermittlung Johanns I. von Limburg, fast vollständig. Der älteste Sohn Heinrich übernahm die Teilgrafschaft Nassau-Siegen mit dem Besitz im Siegerland und die Herrschaft zum Westerwald, der zweite Sohn Emich/Emicho I. die Teilgrafschaft Nassau-Hadamar mit Driedorf und der Esterau, und der dritte Sohn Johann die Teilgrafschaft Nassau-Dillenburg mit dem Besitz um Dillenburg, Herborn, Mengerskirchen sowie der Kalenberger Zent und dem Gericht Heimau.

### Entwicklung

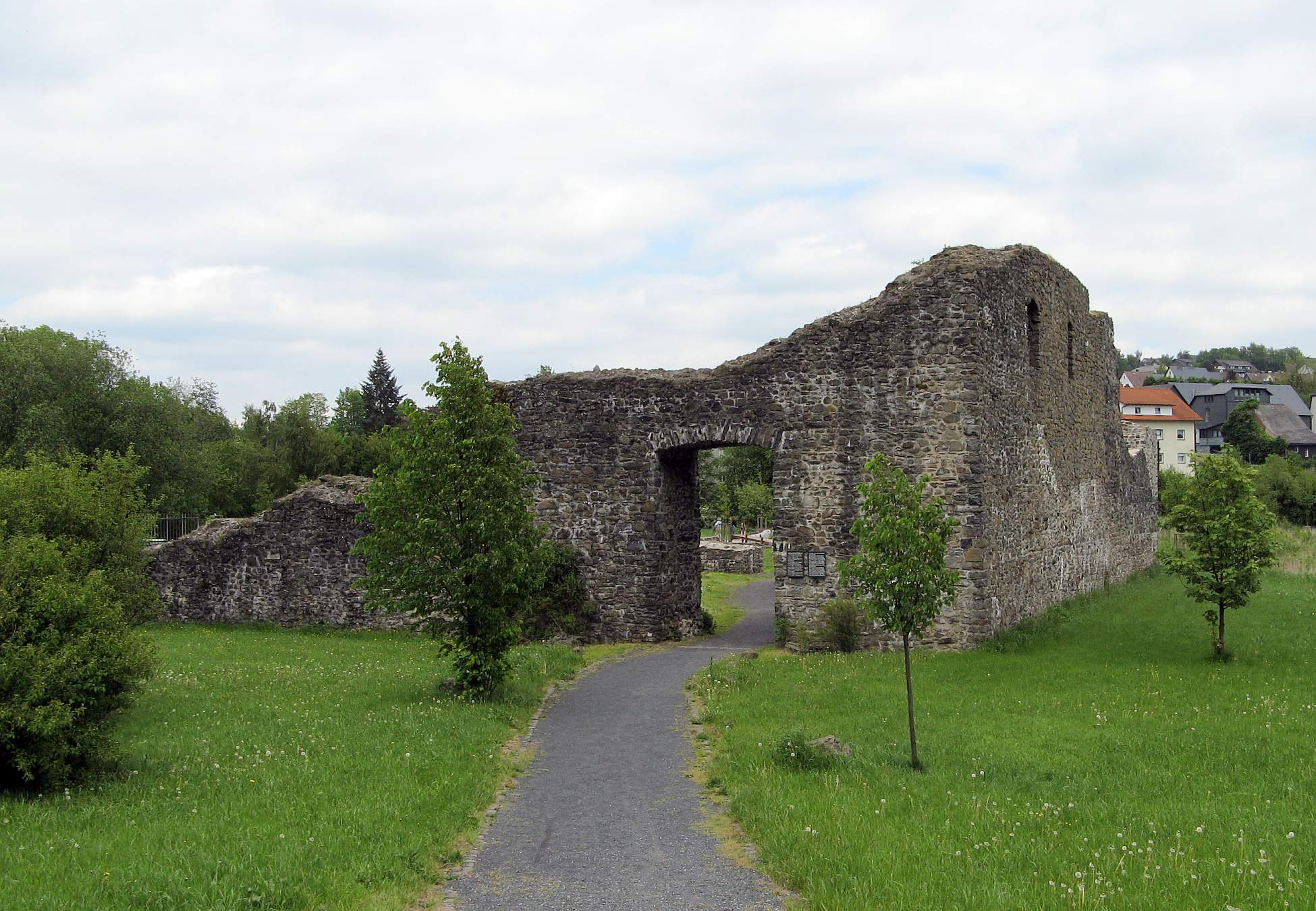
Ruine des Junkernschloss in Driedorf

Die Teilgrafschaft Emichos (Emichs) I. bestand aus der Esterau, den grundherrlichen Rechten in der Hadamarer Mark, dem nassauischen Anteil an der Herrschaft Driedorf, den ottonischen Anteilen an Dausenau und Ems sowie einigem Streubesitz. Die anfängliche Residenz war das „Junkernschloss“ in Driedorf. Für diesen Ort erhielt er im Jahr 1305, von König Albrecht von Österreich, Stadtrechte.
Der Besitz Driedorfs war nicht unumstritten, da es sich um ein Lehen der Landgrafschaft Hessen handelte und zwischen den Landgrafen und der ottonischen Hauptlinie des Hauses Nassau eine Fehde bestand (siehe Dernbacher Fehde). Noch 1290 war es den Herren von Greifenstein als Mitbesitzern von Driedorf mit hessischer Hilfe gelungen, Nassau zum Abbruch zweier Burgen bei Driedorf zu zwingen. Erst 1316 gelang es Emicho, den Anteil der Herren von Greifenstein an Driedorf für 250 Mark zu erwerben.
Durch seine Ehe mit Anna von Zollern-Nürnberg, einer Tochter des Burggrafen Friedrich III. von Nürnberg, hatte Emicho den Pfandbesitz an der Reichsburg bei Kammerstein und mehrerer Dörfer im Raum Nürnberg erhalten. (siehe: Kammerstein (Adelsgeschlecht))
Im Jahr 1320 gelang es Emicho, den bedeutenden Musterhof des Klosters Eberbach in Hadamar zu erwerben. Er ließ den Hof zur Wasserburg Hadamar ausbauen und verlegte seine Residenz dorthin. In den folgenden Jahren konnte er die nassauische Herrschaft um Hadamar durch weitere kleinere Erwerbungen stärken. Förderlich waren hier die engen Beziehungen zur Grafschaft Diez. Emicho führte von 1317 bis 1332 die Vormundschaft über Graf Gottfried von Diez. 1324 verheiratete Emicho seine Tochter Jutta mit dessen Sohn Gerhard IV. von Diez. Im gleichen Jahr konnte er von Kaiser Ludwig IV. für seine Orte Hadamar und Ems Stadtrechte erhalten. 1332 erreichte er den Verzicht der Grafen von Diez auf ihre landesherrlichen Rechte über Hadamar.
Emicho starb am 7. Juni 1334. Seine Witwe Anna von Zollern-Nürnberg bezog ihr Wittum zunächst in Hadamar, später auf Burg Kammerstein; sie starb nach 1355. Emicho I. wurde von seinem Sohn Johann beerbt. Sein zweiter Sohn Emicho II. war zunächst Geistlicher, seit 1328 als Kanoniker in Mainz bezeugt, war aber ab 1337 ebenfalls an der Verwaltung der Grafschaft Nassau-Hadamar beteiligt.
Johann setzte anfänglich die Erwerbspolitik seines Vaters fort. Die Herren von Westerburg verpfändeten 1324 die Hälfte der Schaumburg an ihn. Weiterhin gelang es ihm 1337, die Herrschaft Ellar mit ihren Vier Zenten, zahlreichen Ortschaften und dem Landgericht von Graf Gottfried von Diez für 1450 Mark Limburger Geld zu erwerben. Ab etwa 1348 war Johanns Politik jedoch durch Veräußerungen und Verpfändungen bestimmt. Driedorf wurde mehrfach verpfändet, die Herrschaft Ellar wurde von der Grafschaft Diez vor 1362 zurück erworben, die Hälfte von Ems und Dausenau wurde 1363 an Kurtrier verpfändet, und der fränkische Besitz um Burg Kammerstein war bis 1364 restlos veräußert. Ursache des wirtschaftlichen Niedergangs könnten die zahlreichen Fehden sein, an denen sich Johann beteiligte.
Johann war mit Elisabeth von Waldeck verheiratet. Nach Johanns Tod 1365 übernahmen seine Söhne Heinrich und Emicho III. die Grafschaft Nassau-Hadamar. Elisabeth von Waldeck war bereits vor ihrem Mann gestorben. Heinrich, als letzter regierender Graf, überlebte seinen Vater nur um drei Jahre und starb 1368.

### Erbfolgestreit

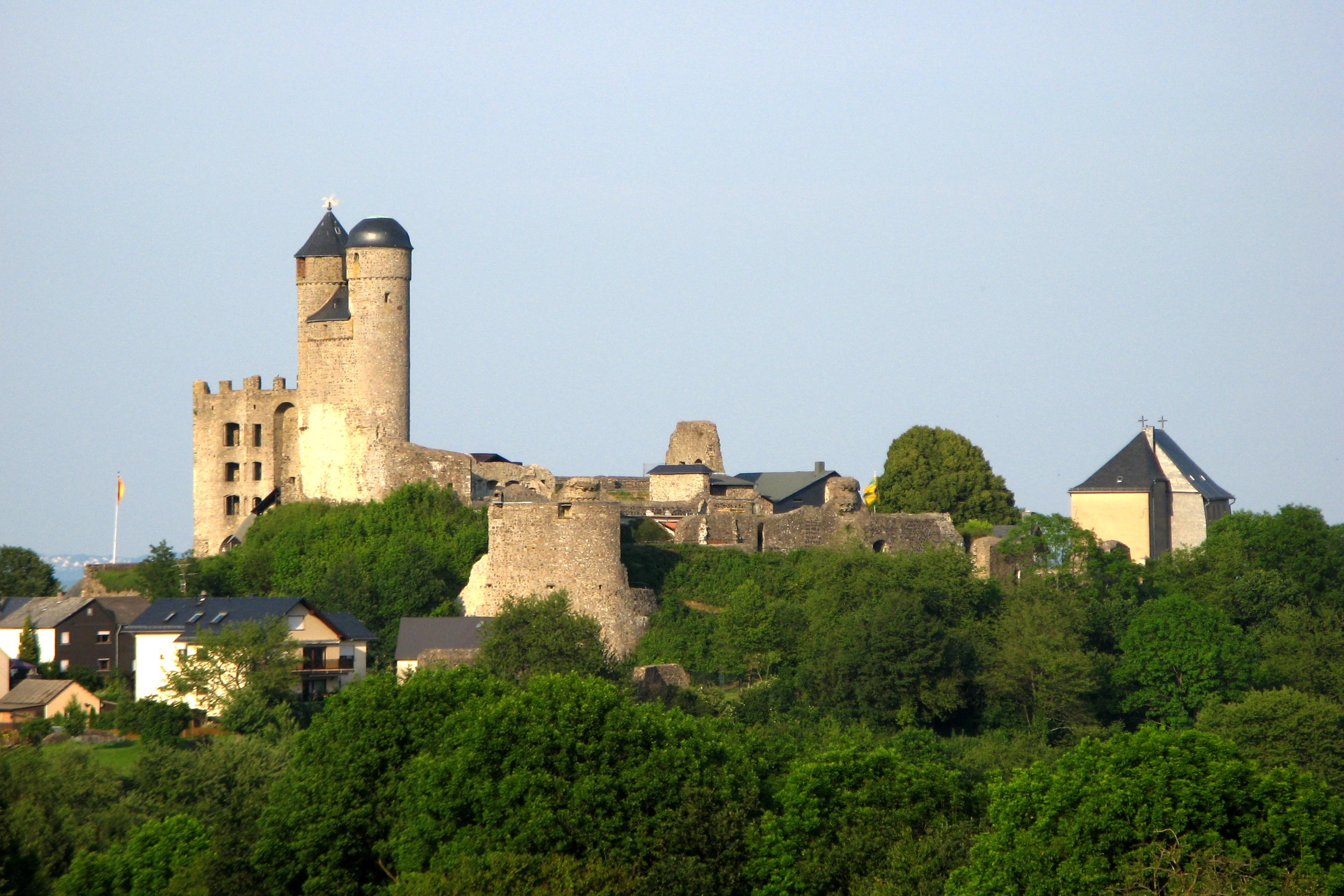
Ruine der Burg Greifenstein

Nach dem Tod von Graf Heinrich begann der Hadamarer Erbfolgestreit. Nominell war Emicho III. Graf von Nassau-Hadamar bis 1394. Er galt jedoch als „blöd“ und nicht regierungsfähig und wurde von seiner Familie in das Kloster Arnstein verbannt. Die Landgrafen von Hessen nutzten die Gelegenheit, um Driedorf als erledigtes Lehen einzuziehen.
Die Regierung in Hadamar übernahm Emichs Schwager Ruprecht der Streitbare von Nassau-Sonnenberg, aus der walramischen Linie des Hauses Nassau. Er war mit Anna von Nassau-Hadamar, einer Tochter Johanns von Nassau-Hadamar und Schwester Emichs, verheiratet. Zugleich erhob Emichs Vetter Johann I. von Nassau-Dillenburg, als Senior der ottonischen Hauptlinie, Erbansprüche auf die Grafschaft.
Spätestens 1371 kam es zum offenen Bruch zwischen Ruprecht VI. von Nassau-Sonnenberg und Johann I. von Nassau-Dillenburg. Landgraf Heinrich II. von Hessen unterstützte Ruprecht und übergab ihm und seiner Frau Anna zwei Drittel des von ihm im Jahr zuvor als erledigtes Lehen eingezogenen Gerichts Driedorf als Lehen. Johann I. von Nassau-Dillenburg schloss sich hierauf dem gegen den Landgrafen gerichteten Sternerbund an. 1372 versuchten die Sterner, unter Führung des Grafen Diether VIII. von Katzenelnbogen, Hadamar zu erstürmen. Es gelang ihnen zwar, die Stadtmauern zu überwinden, aber sie wurden dann doch noch von Ruprecht und den Einwohnern der Stadt zurückgeschlagen. Noch im selben Jahr gelang es Ruprecht, Johann aus der Burg und der Stadt Nassau zu verdrängen. Während der Kämpfe wurden Stadt und Burg fast vollständig zerstört. 1374 wurde ein vorübergehender Vergleich geschlossen. Als jedoch 1377 eine Fehde zwischen der Landgrafschaft Hessen und dem von Johann I. gegründeten und geführten Ritterbund „Gesellschaft von der alten Minne“ ausbrach, flammte auch der Streit zwischen Johann und Ruprecht wieder auf. In der Folge eroberte Johann die Stadt Ems. Im März 1382 wurde ein erneuter Vergleich geschlossen, doch schon im April 1382 verbündete sich Johann mit Heinrich II. von Nassau-Beilstein gegen Ruprecht von Nassau-Sonnenburg. Infolgedessen baute Ruprecht gemeinsam mit den Grafen von Solms die Burg Greifenstein wieder auf. 1385 wurde ein erneuter Vergleich geschlossen, aber schon vor 1388 flammte die Fehde wieder auf. Am 6. Juni 1390 einigten sich Johann und Ruprecht erneut. Bereits wenige Monate später am 4. November 1390 starb Ruprecht.
Kurze Zeit nach Ruprechts Tod (4. September 1390) heiratete Anna von Nassau-Hadamar vor dem 10. Januar 1391 erneut. Ihr zweiter Ehemann, Graf Diether VIII. von Katzenelnbogen, erhob umgehend Anspruch auf die Teilgrafschaft Nassau-Hadamar. Am 21. Juni 1394 wurde zwischen Nassau-Dillenburg und Katzenelnbogen ein erster Vergleich geschlossen, der jedoch nicht von langer Dauer war.
Die Ehe zwischen Diether VIII. von Katzenelnbogen und Anna von Nassau-Hadamar blieb kinderlos, so dass Anna 1403, mit Genehmigung ihrer Schwester Adelheid von Castell, geb. von Nassau-Hadamar, und ihres Neffen Leonhard von Castell, ihre Erbansprüche auf die Teilgrafschaft Nassau-Hadamar an ihren Stiefsohn Johann IV. „den Älteren“ von Katzenelnbogen übertrug.
Nach Annas Tod 1404 erneuerte Johann I. von Nassau-Dillenburg seinen Anspruch auf die Teilgrafschaft. Der neu aufkommende Streit mit Katzenelnbogen wurde am 17. August 1405 geschlichtet. Nassau-Dillenburg erhielt ein Drittel, Katzenelnbogen zwei Drittel der Grafschaft. Da Hessen seine Zustimmung zum Driedorfer Lehen verweigerte, wurde der Vergleich am 28. Juli 1408 im Schiedsspruch zu Bacherach abgeändert: anstelle eines Drittels an Driedorf erhielt Nassau-Dillenburg ein Drittel der Herrschaft Ellar, die inzwischen die Grafschaft Katzenelnbogen von der Grafschaft Diez erworben hatte.
In den folgen Jahren blieb die Teilung der Teilgrafschaft Nassau-Hadamar nicht unumstritten und verband sich mit dem Streit um die Teilung der Grafschaft Diez. Dieser Streit zwischen Nassau-Dillenburg und Katzenelnbogen führte zur Distanzierung der beiden Familien und zum Zusammenschluss zwischen Katzenelnbogen und der Landgrafschaft Hessen mit Vertrag vom 21. November 1410.
Mit Philipp I. von Katzenelnbogen starben die Grafen von Katzenelnbogen im Jahre 1479 im Mannesstamm aus. Als nächster Verwandter Philipps ergriff Landgraf Heinrich III. von Hessen-Marburg Besitz von der Grafschaft Katzenelnbogen. In einem langjährigen Erbschaftsstreit zwischen den Grafen von Nassau-Dillenburg und der Landgrafschaft Hessen lebten wieder Ansprüche aus dem Erbe der Teilgrafschaft Nassau-Hadamar auf. Die hessischen Landgrafen verkauften 1534 die Hälfte ihres Anteils an Nassau-Hadamar zeitweise an Kurtrier. Erst am 30. Juni 1557, fast 190 Jahre nach dem Tod Heinrichs von Nassau-Hadamar, konnten die Streitigkeiten endgültig beigelegt werden. Nassau-Dillenburg besaß nun das gesamte Erbe der Teilgrafschaft Nassau-Hadamar mit Ausnahme der Stadt Ems.

### Regenten
1. Emich I. (1303–7. Juli 1334)
  1. Johann (1334–1365), Sohn Emichs I.
    1. Heinrich (1365–1368), Sohn Johanns
    2. Emich III. (1365–1394), Sohn Johanns (regierte unter Vormundschaft)

  2. Emich II. (Mitregent 1345–1. März 1359), Sohn Emichs I.

## Nassau-Hadamar (Jüngere Linie)

### Entstehung

Wappen der Grafschaft und des Fürstentums Nassau-Hadamar

Bis 1561 gelang es dem Haus Nassau-Dillenburg, das rechtsrheinische Stammland der Ottonischen Hauptlinie des Hauses Nassau wieder zu vereinigen. Durch die Erbschaft der Grafschaft Diez (1378) und Teilen der Grafschaft Katzenelnbogen (1557) war hier ein erheblicher Gebietszuwachs verzeichnen.
Zwei Jahre zuvor, 1559, hatte sich mit Wilhelm I. von Oranien-Nassau die ältere Linie Nassau-Oranien von der Linie Nassau-Dillenburg abgespalten. Nassau-Oranien besaß mit dem Fürstentum Oranien in Südfrankreich, der Grafschaft Vianden in Luxemburg und der Baronie Breda in den Niederlanden den wertvolleren Teil der Länder.

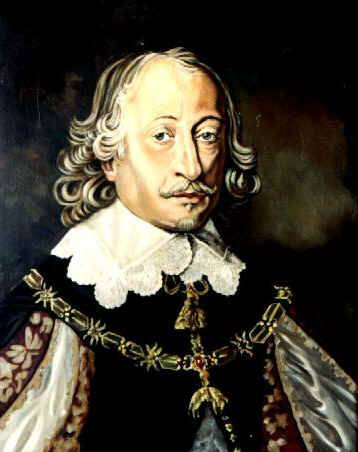
Johann Ludwig von Nassau-Hadamar

Nach dem Tod Johanns VI. von Nassau-Dillenburg 1606 teilten seine Söhne das rechtsrheinische Stammland am 31. März 1607 in die fünf Linien Nassau-Siegen, Nassau-Dillenburg, Nassau-Beilstein, Nassau-Diez und Nassau-Hadamar. Regent von Nassau-Hadamar wurde Johann Ludwig von Nassau-Hadamar.
Um 1557 war Johann VI. von Nassau-Dillenburg zum Calvinismus übergetreten. In diesen Glauben wurden seine Söhne erzogen. Nach der Formel „Cuius regio, eius religio“ des Augsburger Reichs- und Religionsfrieden war seitdem der Calvinismus den Untertanen als Religion vorgeschrieben.

### Territorium

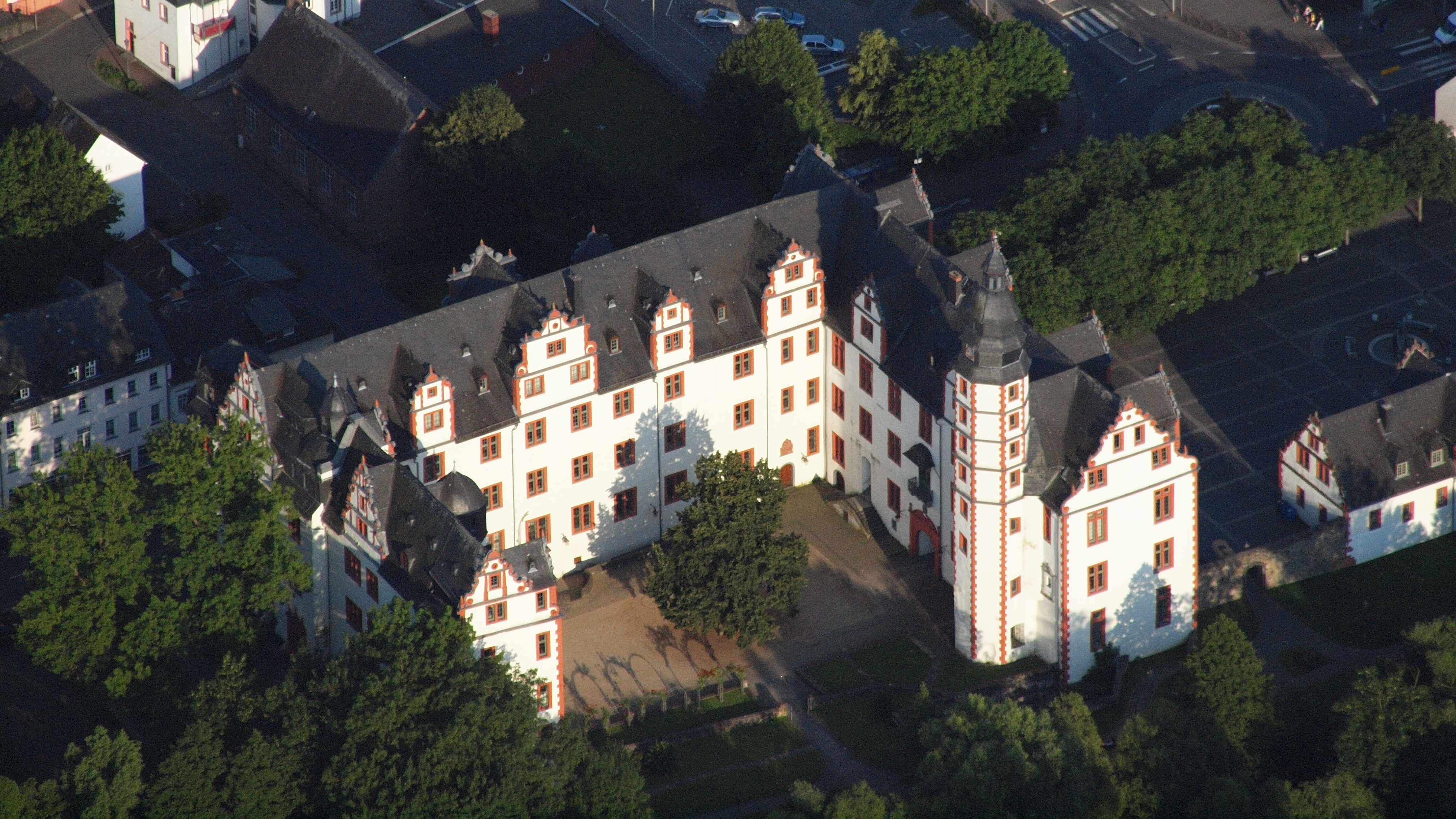
Schloss Hadamar

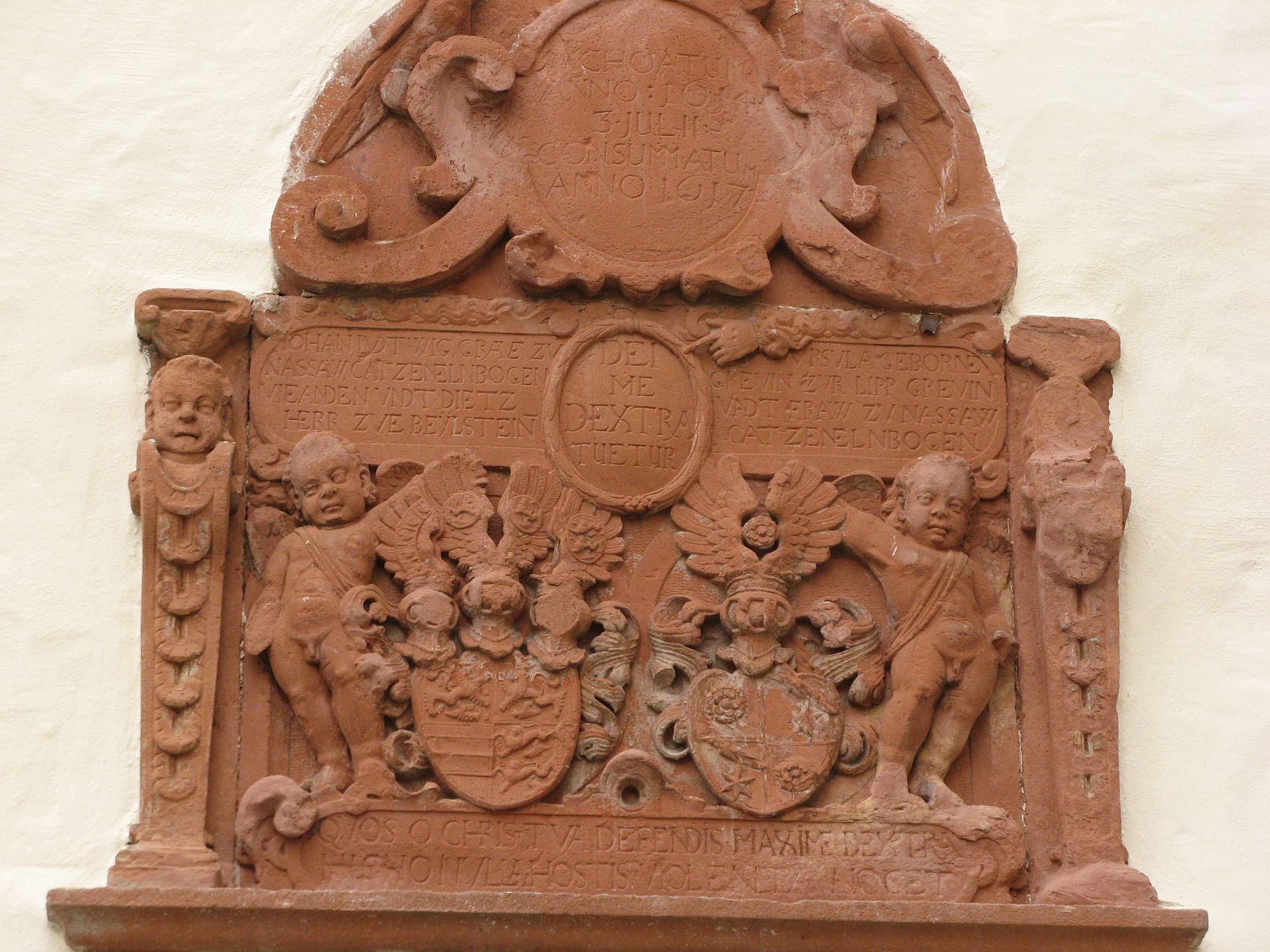
Allianzwappen von Fürst Johann Ludwig und Fürstin Ursula von Nassau-Hadamar am Portal des Schloss Hadamar

Bei Gründung umfasste die Grafschaft die Ämter Hadamar, Ellar und die Esterau sowie ein Viertel von Camberg, Altweilnau und Kirberg. Nach dem Tod Wilhelm-Ludwigs von Nassau-Dillenburg wurden die ottonisch-nassauischen Länder 1620 neu verteilt, und Johann Ludwig gewann noch die Ämter Stuhlgebiet (Rennerod) und Mengerskirchen hinzu.
Als Graf von Nassau-Hadamar war Johann Ludwig um die Konsolidierung seiner Herrschaft bemüht. 1613 erwarb er die Hälfte von Altweilnau. 1620 gelang ihm der Erwerb der Maienburg von der Familie Mudersbach. Mit dem „Probacher Auswechsel“ erhielt er am 8. Mai 1628 von Nassau-Diez die Dörfer Dillhausen und Probbach gegen sein Viertel von Camberg. 1631 übertrug er seinen Anteil an Altweilnau an Nassau-Saarbrücken und erhielt im Gegenzug den Walramischen Anteil an der Esterau.
Während des Dreißigjährigen Kriegs kam es zeitweise zu erheblichen kriegsbedingten Erweiterungen. 1637 konnte das Amt Merenberg von Nassau-Weilburg erworben werden. Im selben Jahr ließ sich Johann Ludwig in den zu Nassau-Saarbrücken gehörenden Ämtern Usingen, Burgschwalbach und Nassau huldigen. Diese Erwerbungen verlor er mit dem Friedensschluss jedoch wieder. Von der Herrschaft Leiningen-Westerburg erwarb er das Kirchspiel Seck 1637 und das Kirchspiel Willmenrod 1644.
An Peter Melander von Holzappel verkaufte er die Esterau 1643 und erwarb im gleichen Jahr das Kirchspiel Neunkirchen von Nassau-Weilburg. Die Erwerbung von Obertiefenbach 1649 von der Grafschaft Wied-Runkel rundete die Konsolidierungspolitik ab. Den Jesuiten von Hadamar, die nach seiner Konversion zum katholischen Glauben bevorzugte Rechte erhielten, übertrug er am 3. Oktober 1652 mit Stiftungsurkunde alle Güter des Klosters Beselich.
Innerhalb seines Herrschaftsbereichs tätigte Johann Ludwig zahlreiche Erwerbe von Wäldern, Äckern und Mühlen. Mehrfach erwarb er den Besitz von Untertanen, die infolge des Krieges in wirtschaftliche Schwierigkeiten geraten waren und daher erhebliche Steuerschulden hatten. Hierdurch verbesserte sich die wirtschaftliche Lage des Hauses Nassau-Hadamar. Die Dörfer Stöcken, Hölzenhausen, Niederahlbach und Dapperich erwarb er vollständig und wandelte sie in herrschaftliche Höfe.
Unter Moritz Heinrich tauschte Nassau-Hadamar 1667 das Kirchspiel Wilmenrod gegen die Dörfer Wilsenroth und Pottum mit Leiningen-Westerburg.

### Entwicklung

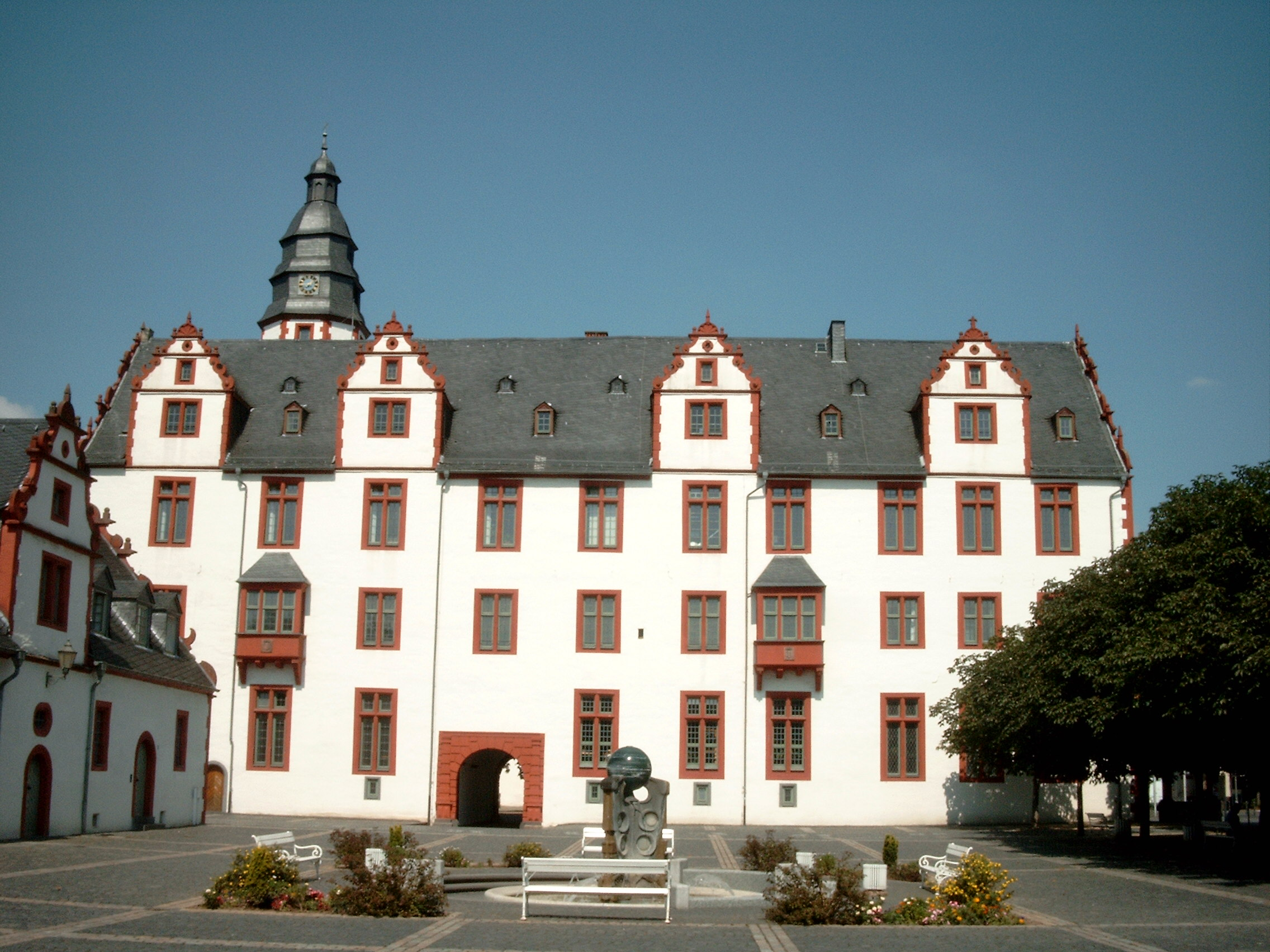
Schloss Hadamar

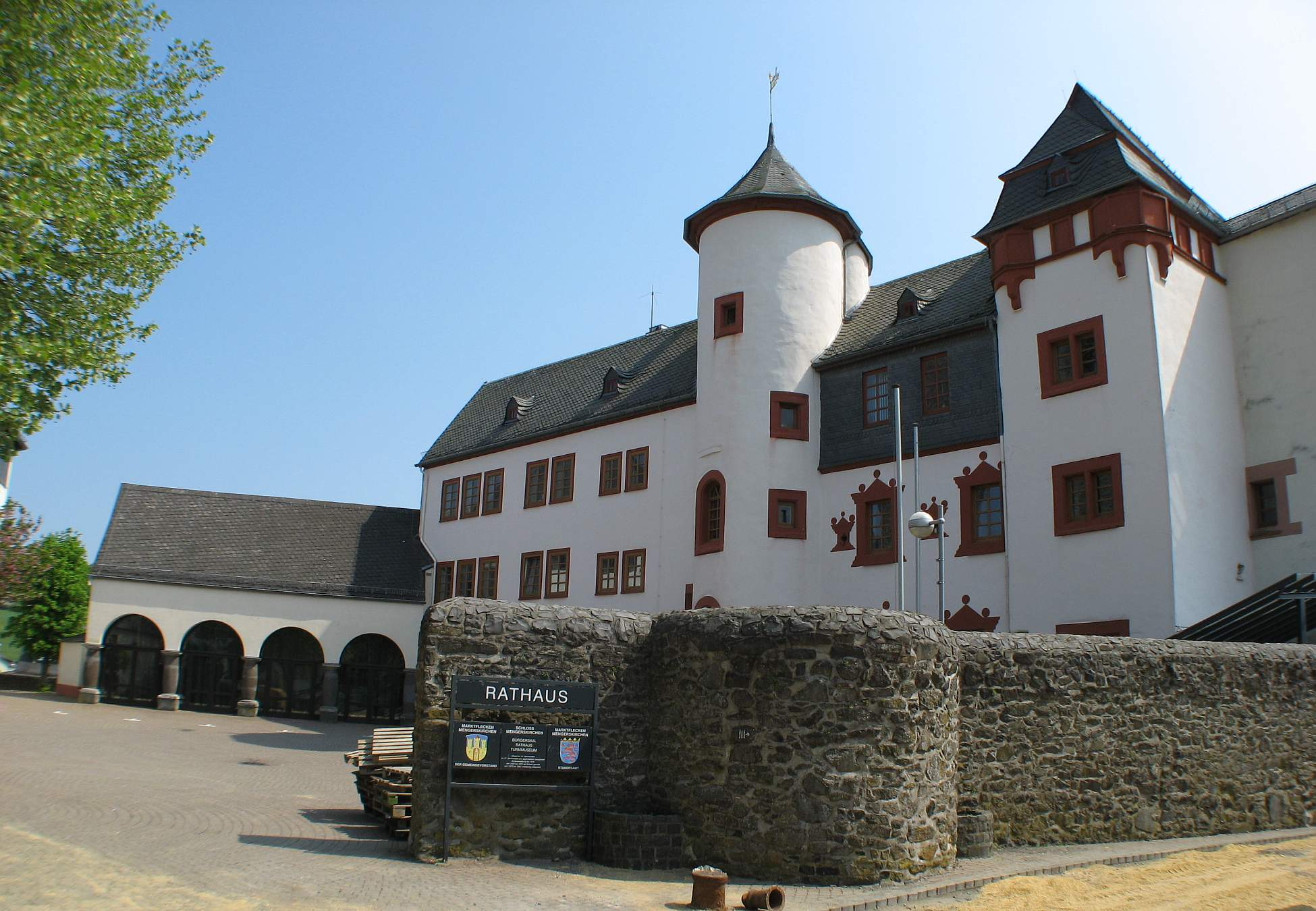
Schloss Mengerskirchen

Johann Ludwig ließ nach der Teilung die ehemalige Wasserburg zu Hadamar zum modernen Schloss Hadamar umbauen. Mit den Bauarbeiten wurde der Hanauer Architekt Joachim Rumpf beauftragt. Die Arbeiten dauerten von 1612 bis 1629. Das Schloss Hadamar galt als größtes nassauisches Schloss seiner Zeit. Infolge des Schlossausbaus wurde die Stadt Hadamar zu einer modernen Residenzstadt ausgebaut. Als Nebenresidenz ließ Johann Ludwig 1635 das Schloss Mengerskirchen ausbauen.
Um das Jahr 1610 wurden für alle Orte der Grafschaft Salbücher angelegt. Diese Verzeichnisse dienten der Besteuerung. Jeder Einwohner war verpflichtet, schriftlich seine Vermögensverhältnisse zu erklären. Von der Bevölkerung waren üblicherweise folgende Steuern und Abgaben zu entrichten: Zehnt, Bede, Einzugsgeld, Dienstgeld, Kuh-, Bein-, Nachtzahl-, Hahlgeldt; Zehendt Pfennig (Wegzugssteuer), Accisen auf Wein und Bier, Freyfuderhafer, Schatzung, Bußen, Wetten, Losbrief-, Geburthsbrieffgeld, Rüdengeldt, Mändelleier, Grebenhahn, Besthaupt, Weidthämmel, Jägerrecht, Landtknechtsrecht. Die Berechnungsmethoden, die Höhe und der Steuergläubiger konnten sich von Ort zu Ort unterscheiden. Daneben verfügte die Grafschaft über Einkünfte aus Bannmühlen, Gruben, Wäldern, herrschaftlichen Höfen und dem Eisenhammer bei Hadamar.
Mit dem Beginn des Dreißigjährigen Krieges 1618 begann eine verheerende Phase für die Grafschaft. Fast jährlich musste die Bevölkerung die verschiedenen Kriegsparteien einquartieren und hatte daneben erhebliche Sondersteuern zu tragen und Bestechungsgelder aufzubringen. Ursache der Kriegslast war die Nähe zu den wichtigen Lahnübergängen und die anfängliche Neutralität der Grafschaft Nassau-Hadamar, die dazu führte, dass keine Kriegspartei das Gebiet schonte.
Im Laufe des Krieges fiel die ottonische Hauptlinie des Hauses Nassau bei Kaiser Ferdinand II. in Ungnade, da die calvinistischen Grafen die Ziele der Reformierten unterstützten. Um die Einziehung ihrer Länder durch den Kaiser zu verhindern, reiste Johann Ludwig von Nassau-Hadamar 1629 an den kaiserlichen Hof nach Wien, wo es ihm gelang, den Besitz der ottonischen Hauptlinie zu sichern: er vollzog den Wechsel vom calvinistischen zum katholischen Glauben und erhielt die Würde eines Kaiserlichen Kammerherrn.
Ab 1630 führte Johann Ludwig den katholischen Glauben in Nassau-Hadamar ein. Nach dem Religionsübertritt entstanden in den Folgejahren eine Jesuitenniederlassung (1630), ein Franziskanerkloster (1635) und ein Dominikanerkloster. Die kirchliche Jurisdiktionsgewalt in Nassau-Hadamar hatte nicht das Erzbistum Trier inne, sondern lag weiterhin beim Landesherrn. Durch Vermittlung des Kölner Nuntius Fabio Chigi bestätigte Papst Innozenz X. dies mit einem päpstlichen Indult von 1648. Die Wiedereinführung des Katholischen Glaubens stand allerdings im Widerspruch mit den Bestimmungen des Westfälischen Friedens von 1648, da die Grafschaft im „Normaljahr 1624“ noch calvinistisch war.
Während sich Johann Ludwig als kaiserlicher Diplomat überwiegend außerhalb seiner Grafschaft aufhielt, erreichte die kriegsbedingte Zerstörung immer neue Höhepunkte. Durchziehende Truppen plünderten das Land aus, zahlreiche Dörfer brannten nieder, und im Amt Ellar wurden 1635 Verwaltung und Rechtspflege eingestellt. Die meisten Dörfer der Grafschaft hatten bis 1672 noch nicht wieder ihre Vorkriegsbevölkerung erreicht.

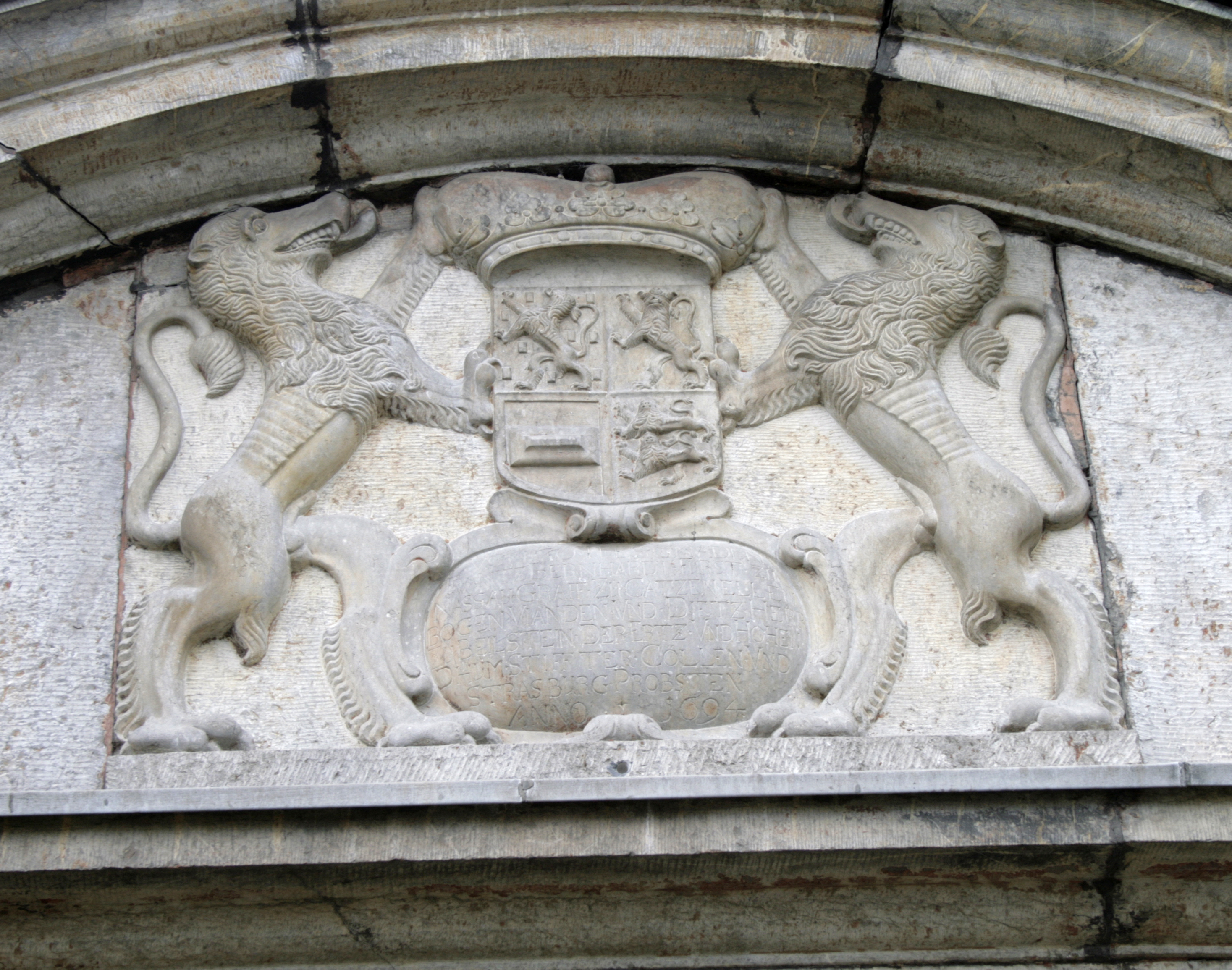
Wappen von Regent Franz Bernhard von Nassau-Hadamar an der Außenmauer des „Neuen Baus“ in Hadamar

Ab 1638 trieb Johann Ludwig die Verhandlungen zur Beendigung des Krieges in Köln und Münster voran und war, als kaiserlicher Diplomat, am Aushandeln des Westfälischen Friedensvertrags von 1648 maßgebend beteiligt. Als Dank für seine Verdienste beim Zustandekommen des Westfälischen Friedens wurde er im Jahre 1650 von Kaiser Ferdinand III. zum Reichsfürsten erhoben; die Fürstenwürde wurde 1652 erblich und auf das gesamte ottonische Haus Nassau ausgedehnt. Zusätzlich erhielt er eine hohe Geldsumme ausgezahlt. Das Fürstentum Nassau-Hadamar besaß eine eigene Virilstimme im Reichstag des Heiligen Römischen Reiches.
Nach dem Tod von Johann Ludwig von Nassau-Hadamar 1653 übernahm sein Sohn Moritz Heinrich die Regierung. Er setzte die Gegenreformation fort und konnte für Hadamar die Gründung ein katholisches Gymnasium unter Leitung der Jesuiten erreichen. Weder Moritz Heinrich noch sein Sohn Franz Alexander konnten an die überregionale Bedeutung von Johann Ludwig anknüpfen.

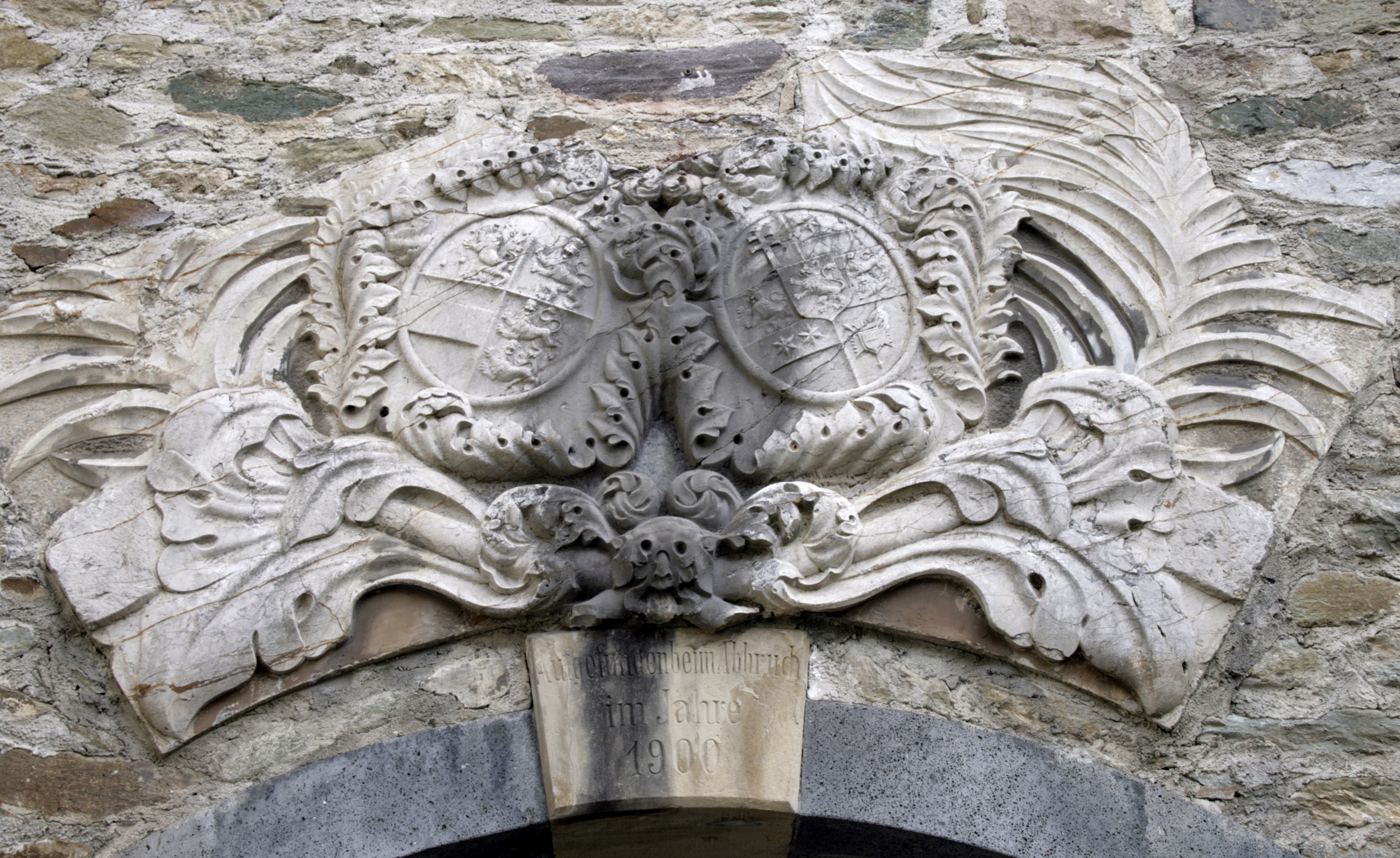
Doppelwappen von Franz Alexander von Nassau-Hadamar und seiner Frau im Hof des „Neuen Baus“ in Hadamar

Nach dem Tod von Moritz Heinrich 1679 übernahm sein Bruder Franz Bernhard, Propst am Kölner Dom, bis 1694 die Regentschaft in Nassau-Hadamar für seinen erst sechsjährigen Neffen Franz Alexander. Auf die Initiative von Franz Bernhard ging die Gründung der „Hadamarer Schule“ / „Hadamarer Barock“ 1692 zurück. Die Kunstschule erlangte auf dem Gebiet der Altarbaukunst Bedeutung.
Mit dem Tod von Fürst Franz Alexander am 27. Mai 1711 erlosch die jüngere Hadamarer Linie.

### Erbfolge

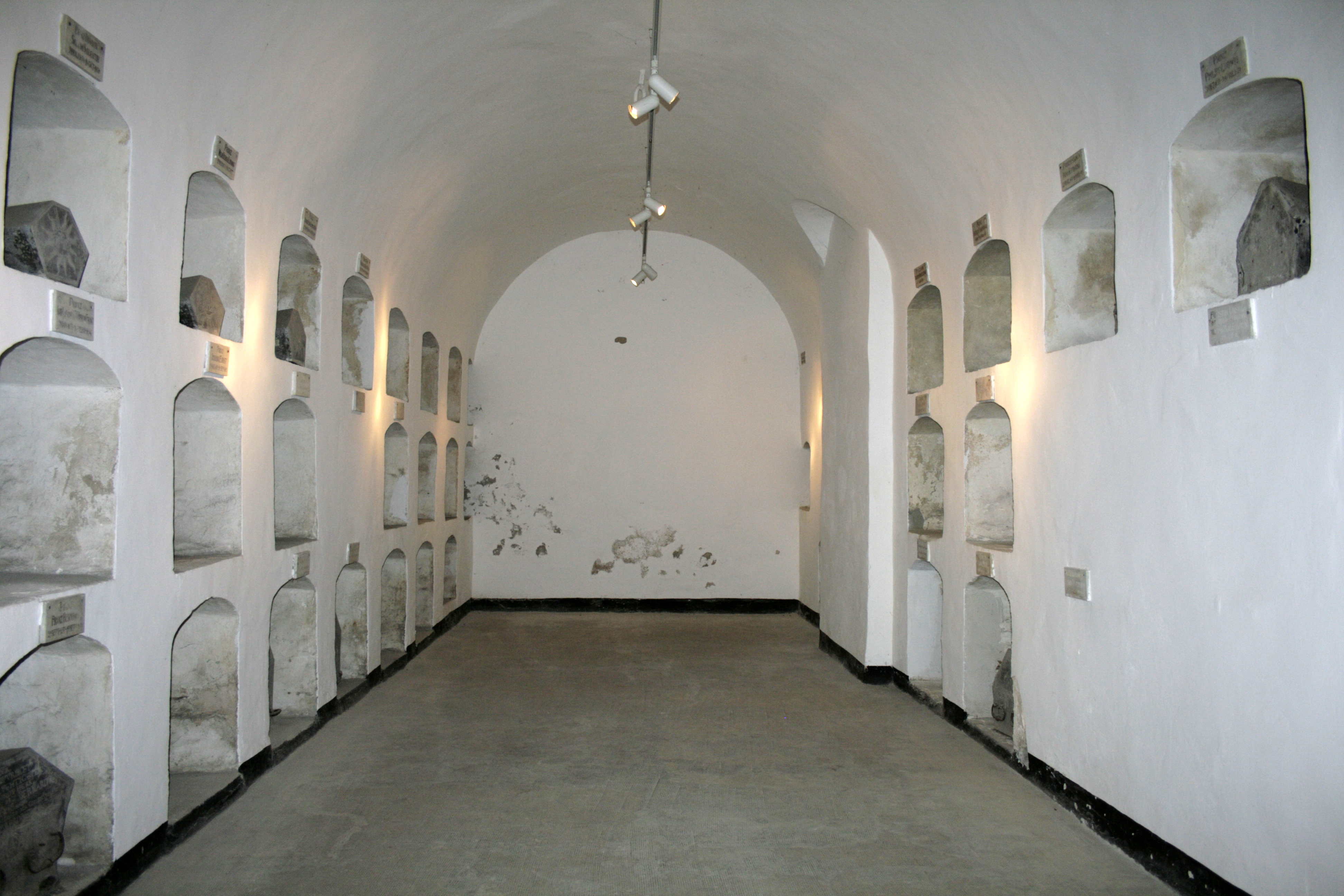
Gruft der Hadamarer Grafen und Fürsten unter dem Chor der Ägidienkirche in Hadamar

Die Landeshoheit über das Fürstentum fiel an die übrigen Linien der ottonischen Hauptlinie des Hauses Nassau. Nach anfänglicher gemeinsamer Verwaltung wurde der Besitz am 20. November 1717 geteilt: Nassau-Siegen (katholisch) und Nassau-Siegen (reformiert) erhielten je ein Sechstel, Nassau-Dillenburg und Nassau-Diez erhielten je ein Drittel. Die Verteilung erfolgte durch Los. Erst 1728 genehmigte der Kaiser die Teilung. Die Stimme im Reichstag ging dem Haus Nassau verloren.
Die Teilung wurde mehrfach verändert und blieb nicht unumstritten. Auslöser waren unter anderem das Aussterben der Linien Nassau-Siegen (reformiert) 1734 und Nassau-Dillenburg 1739. Ab dem 19. Februar 1742 war Fürst Wilhelm Hyazinth von Nassau-Siegen im Alleinbesitz des gesamten Fürstentums Nassau-Hadamar. Doch in Nassau-Siegen war er 1707 wegen seines despotischen Absolutismus abgesetzt worden und ins Exil gegangen. Er bezog nun das Schloss Hadamar.
Nach seinem Tod am 18. Februar 1743 vereinigte das Haus Nassau-Diez (Oranien-Nassau jüngere Linie) alle ottonischen Linien und war ab diesem Zeitpunkt im Alleinbesitz des Hadamarer Lands. Das ehemalige Fürstentum Hadamar blieb als Verwaltungsregion bis zum Jahr 1775 bestehen.
Die Verteilung des Allodialbesitzes des Hauses Nassau nach dem Tod von Franz Alexander war umstritten. Einerseits beanspruchte seine Witwe Elisabeth Katharine von Hessen-Rheinfels-Rotenburg für ihre Töchter Elisabeth und Charlotte das Erbe, andererseits beanspruchten die übrigen Fürsten der nassau-ottonischen Linie das Erbe aufgrund bestehender Hausverträge. Albertine Johannette von Salm-Neufville, eine Schwester von Franz Alexander, meldete ebenfalls Ansprüche an.
Der Streit der ottonischen Linien mit Elisabeth Katharine von Hessen-Rheinfels-Rotenburg wurde durch kaiserliche Conclusa von 1721, 1723 und 1725 entschieden. Elisabeth war inzwischen verstorben, und Charlotte erhielt die Dörfer Seck und Obertiefenbach sowie nennenswerte Teile des Allodialbesitzes. Die Hälfte des gesamten Allodialbesitzes fiel durch Urteil des Reichskammergerichts Wetzlar an das Haus Salm-Neufville, der Rest an das Haus Oranien-Nassau. Die Prozesse um das Allodialvermögen wurden erst im Jahr 1788 endgültig abgeschlossen.

### Regenten
- Johann Ludwig von Nassau-Hadamar (1620–1653), gefürstet 1650
- Moritz Heinrich von Nassau-Hadamar (1653–1679)
- Franz Alexander von Nassau-Hadamar (1679–1711)
  - Vormundschaft durch Franz Bernhard von Nassau-Hadamar (1679–1694)
  - Teilung unter anderen ottonisch-nassauischen Häusern (1712–1742)
- Wilhelm Hyazinth von Nassau-Siegen (1742–1743)
  - Nassau-Hadamar fällt 1743 vollständig an Oranien-Nassau.

### Weitere Personen
- Anna von Nassau-Hadamar († 1329), Gräfin von Falkenstein-Bolanden
- Anna von Nassau-Hadamar († 1355), durch Heirat Gräfin von Nassau-Hadamar
- Anna von Nassau-Hadamar († 1404), Ehefrau von Ruprecht VII. von Nassau-Sonnenberg und von Diether VIII. von Katzenelnbogen
- Claudia Franziska von Nassau-Hadamar (1660–1680), deutsche Adlige
- Ursula von Nassau-Hadamar (1598–1638), durch Heirat Gräfin von Nassau-Hadamar, siehe Ursula zur Lippe